# James Ford
James "Sawyer" Ford es un personaje ficticio de la serie estadounidense Lost interpretado por el actor Josh Holloway.
James Ford, más conocido con el alias de "Sawyer", es uno de los sobrevivientes de la sección central del vuelo de Oceanic 815. Su acento sureño, su egoísmo, su machismo y su uso de apodos ofensivos desmienten su lado, tierno y sofisticado, de ávido lector y hombre sensible, elementos de su personalidad que se han vuelto más evidentes según ha ido pasando más tiempo en la Isla. 
La infancia de James quedó hecha añicos cuando su propio padre asesinó a su madre y se pegó un tiro, una tragedia por la que el muchacho culpó al hombre que había seducido y estafado a su madre para quedarse con el dinero de la familia. De niño, James escribió una carta a este estafador, a quien solo conocía como "Sr. Sawyer", esperando poder entregársela algún día y cumplir su venganza. De adulto, James realizó sus propias estafas tomando el mismo nombre como alias. 
En la Isla, Sawyer ha usado sus habilidades para timar a la gente con varios fines, y ha acumulado muchas posesiones materiales para obtener poder. Escapó del cautiverio de manos de los Otros junto a Kate, e inició una relación romántica con ella. Después de que finalmente lograse matar al verdadero Sawyer (que resultó ser el padre biológico de John Locke, Anthony Cooper), Sawyer se unió a Locke y a un pequeño grupo de sobrevivientes establecidos en los Barracones, pero después abandonó esta facción. Antes del rescate, Sawyer le dijo a Kate que cuando volviera a casa le hiciera un favor, pero se desconoce lo que le pidió, aunque sabemos que está relacionado con su hija. Eligió quedarse atrás, en la isla, cuando esta se desplazó.

## Antes del accidente

### Infancia
El joven James Ford, interpretado por Gordon Hardie, nació en 1969. James Ford es originario de Jasper, Alabama. A los 8 años, sus padres fueron estafados y despojados de sus ahorros por un hombre conocido como "Sawyer", quien se había acostado con la madre de James. James fue testigo del asesinato de su madre a manos de su iracundo padre, quien luego se suicidó. Su madre, Mary Ford, le dijo que se escondiera bajo la cama, haciendo parecer que estaba con sus abuelos, justo antes de enfrentarse al Sr. Ford y ser asesinada. James escribió una carta al estafador, esperando poder entregársela personalmente algún día. Dicha carta fue escrita gracias a la aportación de Jacob que le cedió su pluma ortográfica, James hizo entonces su primera estafa, que fue mentir a su tío diciéndole que nunca acabaría la carta, su tío le creyó. La custodia de James después de esto pasó a ser para sus tíos. Su tío, quien murió de un tumor cerebral antes de que James tuviera 19 años. ("Confidence Man") Sabemos que en un momento de su niñez Sawyer padeció de mononucleosis, que le mantuvo fuera de la escuela durante dos meses, obligándole a vivir en un remolque. 
James abandonó el colegio en el noveno curso y se convirtió en estafador por sí mismo, a los 19 años. En una ocasión, James debía 6.000 dólares a unos hombres, y utilizó el mismo truco de estafa que su enemigo para poder obtener el dinero que necesitaba. Finalmente, Ford adoptó el nombre del hombre responsable de la muerte de sus padres. Fue persistente en el rastreo del verdadero Sawyer para poder vengarse, y para darle la carta que había escrito cuando era niño. Con su proclama de venganza contra Sawyer, James casi se convierte en el hombre que él perseguía ("Confidence Man") cuando renunció a una estafa que era un calco de su desgracia.

### Vida como un estafador
Sawyer cometió diversos delitos, entre ellos estafa bancaria, estafa electrónica, usurpación de personalidad, fraude...
Sawyer más tarde empleó sus habilidades de estafador con una mujer llamada Jessica y su marido, David. James intentó despojarlos de 160.000 dólares. Sin embargo, tras mirar a los ojos al hijo de su objetivo, Sawyer decidió abruptamente cancelar el trato. Tuvo también una relación con Mary Jo, la mujer que leyó los números de lotería de Hurley. ("Confidence Man"), ("Outlaws")
Sawyer tomaría más tarde a una mujer llamada Cassidy como aprendiz, pero esto era de hecho parte de una estafa para robarle a ella su pequeña fortuna. Parecía genuinamente enamorado de Cassidy, y por momentos se mostraba renuente a seguir con el plan. Sin embargo, su socio en la estafa lo obligó a seguir al amenazar la vida de Cassidy. No quedó claro si la amaba de verdad o no; aun así le quitó el dinero (The Long Con). 

### Prisión
En respuesta a esta traición, Cassidy entregó a Sawyer a las autoridades, y recibió una sentencia de 7 años en la cárcel. Casi 9 meses después de su condena, fue visitado por Cassidy, quien le contó que había dado a luz a una niña llamada Clementine, y que Sawyer era el padre. Traicionando a un compañero de prisión, Munson, Sawyer logró pactar la reducción de los últimos 6 años de su sentencia con las autoridades al decirles dónde había escondido Munson un dinero robado. A Sawyer también le dieron una "comisión" por su parte en el engaño, y pidió que fuera puesta a nombre de Clementine Phillips, de forma que ella nunca supiera quién le había dado el dinero. ("The Long Con"), ("Every Man for Himself")

### Viaje a Australia
Junto a un socio, Hibbs, Sawyer participó en el "Trabajo en Tampa", que por ajustes de cuentas no terminó bien para él. Hibbs luego fue a ver a Sawyer, diciéndole que trataba de redimirse por el trabajo estropeado. Le contó a Sawyer que el verdadero Sawyer vivía bajo el nombre de Frank Duckett, y que estaba en Sídney, Australia. Cegado por su ira, Sawyer viajó hasta Australia en busca de Duckett. Mientras estuvo allí, Sawyer visitó un bar donde conoció a Christian Shephard. Christian Shepard le contó a Sawyer acerca de su situación con su hijo y lo alentó a terminar la labor que tenía que hacer. Con esto en mente, Sawyer finalmente encontró a Duckett. Sin embargo, después de dispararle, cayó en la cuenta de que Duckett no era el verdadero Sawyer. Hibbs había engañado de nuevo a Sawyer, ocupándolo como mercenario enviado para matar a Duckett por haber ofendido previamente a Hibbs. Duckett reveló su inocencia a Sawyer y dijo enigmáticamente: «Te pasará factura...», con su último aliento. Atormentado por la idea de que había matado al hombre equivocado, Sawyer huyó.("Outlaws")
Sawyer fue arrestado después por golpear al Ministro de Agricultura de Australia en una pelea en un bar, y fue deportado a los Estados Unidos en el vuelo 815 de Oceanic, con la orden de no regresar a Australia jamás. ("Éxodo")

## En la isla

### Primera temporada (días 1 a 44)
Tras estrellarse en la Isla, los instintos de supervivencia de Sawyer salieron a flote, recolectando todo lo rescatable del fuselaje que pudiera más tarde utilizar como capital. Esto incluía robar de los compartimentos de equipaje, así como de las billeteras y pertenencias de los cadáveres en el fuselaje, lo que le dio una oscura reputación entre los supervivientes. Sin embargo, Sawyer se aburrió pronto de ocuparse solo de sí mismo, y acompañó al grupo de sobrevivientes que se dirigía a tierras altas (para poder usar el transceptor). Fue aquí donde conoció bien a Kate, mostró a todos que él era un elemento en el grupo disparando a un oso polar y revelando que había robado una de las armas del US Marshall. ("Pilot - Part 1")
Más tarde creó cierta tensión entre Jack y Kate solo para excluirlos junto a él del grupo. 
La actitud testaruda y aprovechadora de Sawyer fue personificada poco después del accidente, cuando Shannon, Jack y el resto del grupo estaban convencidos de que él tenía el inhalador para el asma de la chica. Su negación a contarles la verdad llevó a Jack y a Sayid a torturarlo, solo para ver que Sawyer nunca tuvo el medicamento, sino que había hecho todo lo posible por hacer que todos sacaran conclusiones de su mala naturaleza.("Confidence Man")
La relación de Kate y Sawyer se hizo más intensa, después de que Kate encontrara la carta que Sawyer escribió de niño al hombre que estafó a sus padres. Además, tras ir en busca del jabalí que saqueó la tienda de Sawyer, la pareja jugó al juego de «Yo nunca...», en el que Sawyer admitió varios hechos, significativos y triviales, de su pasado. Al día siguiente, localizaron al jabalí que habían estado cazando, pero en el último momento Sawyer decidió perdonar la vida del animal, mientras recordaba al hombre que mató en Sídney. Ese mismo día, oyo susurros en la selva, apoyando la historia de Sayid sobre una experiencia similar, y sugiriendo la idea de que ellos podían no estar solos en la isla.("Outlaws")
Sawyer más adelante fue mostrando una extraña pasión por la literatura en la isla, pero poco después también fue desarrollando dolores de cabeza. Cuando fue en su ayuda, Jack, se dio cuenta de que tenía hipermetropía (veía mal de cerca), y le entregó unas gafas, hechas por sayid, a partir de dos ejemplares, que coincidían con su prescripción, que perdería en la destrucción de la balsa. Aunque parecían estar ayudándose, Sawyer y Jack tenían una constante rivalidad, particularmente ante Kate, en la que ambos parecían estar interesados. 
Cuando Michael construyó su balsa para ir en busca del rescate, Sawyer compró un puesto a bordo, utilizando su material robado. No obstante, Kate intentó quitarle su lugar, y en represalia Sawyer delató a Kate como la fugitiva ante todo el grupo, lo que causó un fuerte rencor entre ambos. Antes de partir en la balsa, Sawyer también, por deducciones, contó a Jack que había conocido a su padre en Sídney antes de que este muriera, lo que pareció remendar parcialmente su rivalidad. Ya en la balsa, Sawyer presenció el ataque de los que después identificarían como los otros, y cuando trató de evitar que se llevaran a Walt, le dispararon en el hombro, y fue arrojado al mar. Mientras trataba de emerger, la balsa fue destruida con un Molotov. ("Exodus - Part 2")

### Segunda temporada (días 44 a 67)
Mientras Jin parecía haber desaparecido, Sawyer y Michael se aferraron a los restos de la balsa. Durante su naufragio, Sawyer salvó a Michael con respiración boca a boca (nunca se lo diría), y luego se sacó la bala del hombro con sus propias manos. Sawyer y Michael fueron devueltos a la Isla por la marea. Allí, encontraron a su amigo perdido, pero descubrieron que era perseguido por un grupo de desconocidos. Sawyer intentó enfrentarlos, pero terminó siendo golpeado con un garrote por quien luego conocerían con el nombre de Sr. Eko. ("Adrift")
Sawyer, junto a sus amigos, fue encerrado en un hoyo de tigre. Tras estar prisioneros varios días, fueron finalmente liberados por Ana Lucía Cortez, y entonces descubrieron que todos eran supervivientes del mismo vuelo: el recién descubierto grupo estaba instalado en la cola del avión. El grupo guio a los recién llegados a su refugio en la estación La Flecha. Mientras cruzaban la isla hasta el otro campamento, el estado de Sawyer -debido a la herida- empeoró, y se desmayó, lo que obligó a los demás a construir una camilla para cargarlo. ("Orientation"), ("Everybody Hates Hugo"), ("...And Found"), ("Abandoned")
De vuelta por fin en el campamento, Sawyer paso varios días en cama ya que su herida estaba muy mal, hasta que en una confesión de Kate, él se despierta y se entera de que Kate sentía algo por él hasta que salen de la escotilla y ven a un caballo. Sawyer se enfadó seriamente con Jack, quien había robado algunas de sus provisiones médicas. Amenazó a Jack, pero cuando este lo ignoró, el estafador armó un plan para vengarse. Con la ayuda de Charlie, Sawyer montó un elaborado plan en el que logró engañar a todo el grupo haciéndoles creer que los Otros atacaban, y acto seguido que Jack y Ana Lucía se estaban preparando para tomar armas con las que montar un ejército. La conmoción le dio a Sawyer la oportunidad de tomar las armas y medicamentos guardados en la armería de El Cisne, objetos que sabía que bajo su control enfurecería a Jack. No obstante, Jack logró recuperar los medicamentos al derrotar a Sawyer en un juego de póquer en la atenta playa ("The Long Con"), ("Lockdown").
Sawyer también cedió parte de las armas a algunos compañeros. Por ejemplo, dio a Kate una 9 mm para su viaje en busca de la estación médica. ("Maternity Leave") Además, Ana Lucía también logró robarle un arma, después de tener sexo con él en medio de la selva. Esto llevó a Michael a usar el arma para disparar a Ana Lucía y a Libby, obligando a Sawyer a sentir remordimiento por la pérdida, así como a rendirse y revelar la ubicación de las armas y los medicamentos a Jack, ya que Libby necesitaba heroína para aliviar el dolor. ("Two for the Road"), ("?")
Entre la gente cuyos nombres Michael tenía instrucciones de llevar ante los Otros estaba Sawyer, y este fue convencido por Michael para ayudar a rescatar a Walt. En el camino, mató a un espía de los Otros que los seguía. Mientras viajaban, sin embargo, fueron emboscados y llevados al Pala Ferry por los Otros. Con Hurley teniendo permiso para irse, el triángulo amoroso formado por Jack, Kate y Sawyer fueron apresados por el desconocido grupo de Ben Linus. ("Live Together, Die Alone")

### Tercera temporada (días 68 a 91)
Un día después, Sawyer despertó en una jaula en la estación Hidra con una tirita en su brazo. Debió resolver la forma de conseguir comida, que finalmente logró, para su placer. Sin embargo, su alegría se desvaneció pronto ante el hecho de obtener solo una galleta con forma de pez, y con el hecho de que Tom dijo burlón: "A los osos solo les llevó dos horas conseguirlo". ("A Tale of Two Cities")
El primer intento de fuga de Sawyer fue asistido por Karl, pero solo formaba parte del plan de Karl para escapar él solo, y que no funcionó. Sawyer terminó siendo neutralizado por Juliet, y devuelto a su jaula. Kate se le unió más tarde, en la jaula de enfrente, donde antes había estado Karl. ("A Tale of Two Cities") Él y Kate fueron llevados a trabajar a una cantera, y durante este tiempo, Sawyer se rebeló ante sus captores, y besó apasionadamente a Kate antes de sufrir a manos de Pickett y su grupo de Otros. Mientras Sawyer mantuvo que quería poner a prueba el trabajo en equipo de los Otros, la conexión entre él y Kate se hizo visible. Mientras discutían sus opciones y planes de fuga, no advirtieron que eran observados con cámara por Ben y los Otros. ("The Glass Ballerina")
Sawyer planeó un segundo escape utilizando el pulso eléctrico que regulaba la comida instalado en su jaula para electrocutar a la siguiente persona que fuera a verle. Ben fue el siguiente en venir, pero el plan de Sawyer fracasó, porque la electricidad había sido desconectada. Esto ocurrió probablemente porque su plan fue escuchado a través de los monitores. Fue abatido por Ben y llevado a la estación, donde los Otros le inyectaron una sustancia desconocida en su corazón. Cuando despertó, Ben le informó de que le habían introducido un marcapasos que haría que su corazón estallara si su pulso se ponía demasiado alto. También le dijeron que si le contaba a Kate lo sucedido, le harían lo mismo a ella. ("Every Man for Himself")
El drástico cambio en el comportamiento de Sawyer causó preocupación en Kate. Él guardó el secreto ante ella, para que no sufriera el mismo destino. Más tarde, Pickett entró a su celda, y lo golpeó severamente, como castigo por la muerte de Colleen. Preguntó a Kate si quería a Sawyer, y continuó golpeándole el rostro ensangrentado, hasta que ella cedió y dijo que sí le quería. Kate luego descubrió que podía escapar de la jaula, así que Sawyer le dijo que huyera y se salvara si de verdad lo amaba. Sin embargo, ella dijo decepcionada que confesó que le quería ante Pickett para que este dejara de golpearlo, y volvió a su jaula. ("Every Man for Himself")
Más tarde ese día, Ben y algunos de los Otros se llevaron a Sawyer a una caminata para mostrarle algo. En el camino, Ben reveló que en el corazón de Sawyer no había nada, y que había sido un truco para mantenerlo obediente. Ben dijo que la única forma de ganar el respeto de un estafador era estafándolo, y se declaró mejor estafador que Sawyer. En la cima de la montaña, Ben le mostró a Sawyer que estaban en una isla separada de la Isla en la que su avión se estrelló—demostrando a Sawyer que huir era inútil, ya que no tenían a dónde ir. ("Every Man for Himself")
Desde ese momento, Sawyer pareció haber perdido su espíritu luchador. Cuando llegó Pickett, dijo a Kate que tenía que ir a trabajar, y que Sawyer tenía el día libre. Sin embargo, ella insistió en que trabajaban como un equipo, así que Pickett llevó a Sawyer para que la acompañara en la cantera. Sin saberlo Sawyer, Pickett lo mataría si Kate no convencía a Jack de operar a Ben. Kate se desesperó y rompió el candado de la jaula de Sawyer, instándolo a que huyera. Sin embargo, él se negó, explicándole que estaban a dos millas de la costa de su isla... y que no se lo contó porque quería que ella aún creyera que tenían una oportunidad. En ese momento, Kate, llorando, le besó y ambos hicieron el amor en la jaula. ("I Do")
Poco después, Sawyer preguntó a Kate si dijo que le quería solo para detener la paliza de Pickett. Ella respondió besándolo de nuevo, y acomodándose entre sus brazos, a lo que él sonrió y respondió, "Yo también te quiero". A la mañana siguiente, Kate despertó junto a Sawyer para ver que Pickett y un compañero llegaban armados para llevarse a Sawyer y ejecutarlo.
Primero, Sawyer luchó contra Pickett, pero se detuvo cuando vio al compañero tomar a Kate por los brazos, poniéndole contra los barrotes y sosteniendo el arma sobre su cabeza. Aunque ella lo alentó a pelear, él salió de la jaula con Pickett y fue forzado a arrodillarse. Pickett dijo que quería que Kate observara, y, en respuesta, Sawyer pidió a Kate que cerrara los ojos. Pickett apuntó a la cabeza de Sawyer y dijo, "¡Esto es por Colleen, hijo de puta!", pero justo en ese momento Tom llamó por el walkie-talkie y le interrumpió. Sawyer fue dejado de rodillas en el lodo, con su destino pendiendo de un hilo. ("I Do")
Sawyer finalmente atacó a Pickett, tomó su pistola y lo derribó, mientras Kate hizo lo propio con el sicario. Encerraron a los dos en la jaula, aunque Sawyer golpeó tres veces la cabeza de Pickett contra el botón de comida, lanzando el shock eléctrico contra Pickett, que acabó en el suelo padeciendo convulsiones. Él y Kate corrieron, pero solo hasta la playa, ya que la Isla Principal estaba a dos millas de distancia por mar. Fueron perseguidos y Sawyer disparó varias veces a los Otros, pero se quedó sin munición. Él y Kate fueron rescatados por Alex, quien usó su tirachinas para herir a Jason y guiarlos hasta un agujero camuflado. ("Not in Portland")
Alex aceptó darles su canoa si le ayudaban a rescatar a Karl, su novio. Kate sugirió una treta, que Sawyer llamó el viejo truco del wookie prisionero, para quitarse de encima a Aldo, y rescataron a Karl. Mientras se preparaban para partir de Isla Hidra en el bote, Pickett apareció listo para disparar a Sawyer, pero Juliet disparó primero, matando a Pickett. Ella permitió a Sawyer, Kate y Karl escapar, así que remaron de vuelta a su isla. ("Not in Portland")
Cuando llegaron montaron un campamento, una vez que Sawyer hubo ganado una discusión sobre si debían ir o no directos al campamento principal. Despertaron la mañana siguiente para ver que Karl no estaba, y luego le oyeron llorar. Sawyer habló con él, animándolo a que regresara a por Alex. Él y Kate también discutieron sobre si ella se sentía o no culpable por haberse acostado con él. Cuando Karl decidió irse, Sawyer se lo permitió, creando otro desacuerdo con Kate. ("Stranger in a Strange Land")
De regreso al campamento, Sawyer pisó un dardo, probablemente de los escombros de la descarga. Kate intentó llevarse bien con él, pero Sawyer aclaró que él no tenía nada de qué disculparse. Después de su encuentro con los otros supervivientes, el humor de Sawyer no mejoró al descubrir que todas sus cosas habían sido tomadas y divididas entre los náufragos. La pérdida del whisky escocés MacCutcheon fue lo que más le molestó. Fue tras Hurley, quien había participado en el consumo del licor. Hurley, que parecía muy contento de ver a Sawyer con vida, lo abrazó y sobornó con cerveza DHARMA para que lo ayudara a arreglar la furgoneta DHARMA. ("Tricia Tanaka Is Dead")
Tras emborracharse con Jin y enseñarle algo de inglés, Sawyer ayudó a Hurley a reactivar la furgoneta empujándola, con Hurley y Charlie dentro bajando por una colina, la cual terminaba en unas grandes rocas negras. Aunque Sawyer creyó que ese era su "funeral", los ayudó, y quedó asombrado al ver que el automóvil funcionó. Después de un paseo en la furgoneta, Sawyer volvió al campamento con sus cervezas DHARMA, y buscó a Kate, pero no la encontró. ("Tricia Tanaka Is Dead")
Sawyer se distrajo de sus preocupaciones por Kate tratando de recuperar sus pertenencias en un juego de ping-pong contra Hurley, pero fue vencido y tuvo que dejar de usar apodos con los demás durante una semana. ("Enter 77")
Él y Hurley estaban jugando a ping-pong cuando Nikki surgió de la selva, y se desmayó frente a ellos. Después de que Hurley dedujera erróneamente que sus últimas palabras eran "Paulo miente", fueron en busca de Paulo, solo para encontrarle aparentemente muerto de la misma forma. Junto a Charlie, Jin y Sun, trataron de averiguar qué les había pasado cuando fue revelado que Nikki había pedido a Sawyer un arma que él se había negado a darle. Bajo la fachada de irse a hacer un "rastreo del perímetro", encontró los diamantes para luego dárselos a Sun, quien se los arrojó de vuelta tras descubrir que él y Charlie fueron los que la asaltaron y secuestraron. Luego los esparció sobre la tumba de Nikki y Paulo y ayudó a Hurley a enterrarlos, sin advertir que Nikki, que solo había estado paralizada, acababa de despertar. ("Exposé")
Tras enterrar a Nikki y Paulo, Sawyer fue advertido por Hurley de que empezara a hacer buenas migas con los otros supervivientes, ya que estaban planeando votar para desterrarle. Hurley instó a Sawyer a hacer buenas acciones, como ofrecer una manta a Claire, pescar y limpiar un pez, ayudar a Desmond a cazar jabalíes, y cocinarlos como festín para los otros supervivientes. No obstante, Sawyer descubrió tras preguntar a Charlie que ningún miembro del grupo había planeado lo del destierro. Sawyer exigió una explicación a Hurley por el timo, pero él respondió que los supervivientes le querían para llenar el hueco de liderazgo en la Isla tras la muerte de Nikki y Paulo (y con Jack, Sayid, Kate y Locke lejos de allí). Preguntó a Sawyer si se sentía bien al ser amable. ("Left Behind")
Cuando Juliet llegó al campamento con Jack, Kate y Sayid, Sawyer se volvió muy suspicaz. Cuando él y Sayid siguieron a Juliet hasta el lugar donde ella debía recoger las medicinas para Claire ella le enfrentó con el conocimiento que tenía de él matando a Frank Duckett a sangre fría la noche antes de su vuelo, lo suficiente como para hacerle retroceder. ("One of Us")
Sawyer fue a la tienda de Kate para hablar con ella. Cuando entró la vio cambiándose de ropa. Le preguntó si había hablado a Jack sobre ellos. Luego, Kate entró en la tienda de Sawyer y comenzó a besarle. Hicieron el amor por segunda vez. Al día siguiente, Sawyer preguntó a Kate si se había acostado con él por haber visto a Jack con Juliet. Añadió que ella no necesitaba utilizarle, y que simplemente podría preguntar. ("Catch-22")
Haciendo sus necesidades en la selva, Sawyer se encontró con [Locke, quien le dijo que había capturado a Ben y que quería a Sawyer para matarlo. Sawyer no confió en Locke, pero le siguió. Cuando le preguntó por qué no quería matar a Ben él mismo, Locke respondió que no era un asesino, y recordó a Sawyer sobre el hombre que mató en Australia (de quien Locke leyó en el archivo que le entregaron los Otros).
Los dos llegaron hasta La Roca Negra, y entraron en la zona de celdas del barco, donde Locke decía que Ben estaba prisionero. Tan pronto como Sawyer puso un pie en la celda, Locke cerró la puerta y le dejó encerrado junto con una figura encapuchada, quien resultó no ser Ben, sino Anthony Cooper. Hablando con él, Sawyer descubrió que Cooper era un estafador. Sawyer le preguntó qué nombres había utilizado para sus estafas, y uno de ellos resultó ser el de Tom Sawyer. Sawyer (James Ford) se dio cuenta de que Anthony Cooper era el hombre que timó a su madre. Sacó su carta escrita cuando era niño dirigida al "Sr. Sawyer" y ordenó a Cooper que la leyera. Este empezó a leer pero luego se detuvo, explicando a Sawyer su teoría de que no estaban en una isla sino, de hecho, en el infierno. Sawyer dijo a Cooper que siguiera leyendo, pero este se burló rompiendo la carta en pedazos. Sawyer, furioso, estranguló a Cooper hasta la muerte con las cadenas que lo retenían. ("The Brig")
Locke dio las gracias a Sawyer por matar al hombre que había arruinado las vidas de ambos. Luego dijo a Sawyer que volviera al campamento, e informara a todos de que Juliet era una espía, entregándole la grabadora de casete que ella usaba para demostrarlo. ("The Brig")
Sawyer volvió al campamento de la playa con la cinta, y se la confió a Sayid. Más tarde esa noche, Sawyer estuvo presente cuando Sayid hizo su discurso sobre Naomi, el Vuelo 815, y su desconfianza hacia Jack y Juliet. Sawyer puso en marcha la cinta para que todos la oyeran. Cuando Jack y Juliet volvieron, Sawyer estaba obviamente enfadado con ellos, pero al final escuchó a Juliet, dio la vuelta a la cinta, y oyó los planes de Ben de invadir la playa. ("The Man Behind the Curtain")
Después de oír los planes de Jack sobre usar dinamita contra los Otros, Sawyer se unió al grupo que se dirigía hacia la torre de radio. En el camino, apenas oyó lo que le decía Kate sobre que había estado muy distante desde que volvió de su encuentro con Locke. Sawyer pronto decidió que necesitaba ayudar a los que estaban en la playa, ya que podían estar en serio peligro. A pesar de la intención de Kate de ir con él, se negó a permitirlo y acabó yendo con Juliet. Los dos llegaron hasta la playa después de rechazar la ayuda de Hurley. Mientras se preguntaban cuál era la mejor forma de proceder, Hurley surgió de la selva conduciendo su furgoneta DHARMA, y juntos acabaron con los Otros restantes en el campamento, salvando a todos los supervivientes capturados. El último enemigo vivo fue Tom, quien se rindió con rabia. No obstante, Sawyer le disparó en el pecho, para sorpresa de todos. Antes de que Tom muriera, Sawyer le dijo: "Eso es por llevarte al niño de la balsa". Cuando Hurley comentó que Tom se había rendido voluntariamente, Sawyer replicó: «Yo no le creí». ("Through the Looking Glass")

### Cuarta temporada (días 91 a 100)
Tras finalizar la emboscada a los Otros, Sawyer se puso a beber cerveza DHARMA, y momentos después llegó Desmond con las novedades de lo ocurrido en la estación El Espejo. Sawyer intentó advertir a Jack acerca de las dudas que tenían sobre la gente del carguero, pero Hurley le quitó el walkie y lo arrojó al mar.
De camino a reunirse con el grupo que había ido a la torre de radio, Sawyer intentó hablar con Hurley sobre la pérdida de Charlie, pero este rechazó su compañía.
Al reunirse en la cabina del piloto con el otro grupo, que finalmente se dividió en dos secciones, Sawyer decidió unirse al grupo de Locke. Kate le preguntó por qué lo hacía, a lo que él respondió: «Hago lo que siempre he hecho: sobrevivir». 
Creyendo que iba de camino a los barracones junto al grupo de Locke, Sawyer descubrió que este se había desviado para ir hacia la cabaña de Jacob. Se burló de Locke cuando admitió que todo lo que estaba haciendo se lo había ordenado "Walt... pero más grande". En un descanso, Sawyer intentó calmar a Karl cuando Ben lo estaba provocando. Entonces Ben le sugirió a Sawyer que Kate encontraría consuelo en los brazos de Jack, lo que provocó que Sawyer le diera una paliza. Entonces preguntó al resto que por qué lo mantenían con vida. Locke explicó que lo necesitaban por sus conocimientos de la isla. Pero más tarde, cuando Ben intentó matar a Charlotte Lewis, Sawyer retomó su intención de matarlo, pero Locke le pidió hacerlo él mismo.
Mientras seguían yendo a los Barracones, Sawyer propuso disparar al dedo gordo del pie de Ben para que dijera quién era su espía en el carguero, pero Locke le dijo que si hacían eso tendrían que cargar con él.
Poco después, Sawyer y el resto del grupo de Locke tendieron una trampa a Sayid, Miles y Kate en la casa de Ben en los barracones. Sawyer vigilaba a Kate mientras Sayid y Locke negociaban. Sawyer reveló que no quería dejar la Isla, ya que no tenía nada en el mundo exterior. Cuestionó los motivos de Kate de querer irse y le recordó que lo único que encontraría si dejaba la Isla era la cárcel. Sawyer le dijo que le gustaría quedarse y vivir en la Isla. Kate le preguntó cuanto tiempo podrían "jugar a las casitas". Sawyer le propuso averiguarlo.
Kate se quedó en los Barracones, viviendo con Claire. Sawyer las visitó, pero cuando mencionó un posible embarazo, Kate le dijo que se fuera. Más tarde ella le visitó, y le pidió que le ayudara a sacar a Ben. Sawyer informó de esto a Locke, distrayéndolo para que Kate pudiera hablar con Ben. Cuando Locke la pilló y la envió a su casa. Entonces ella fue a casa de Sawyer, y este prometió protegerla. Durmieron juntos, pero por la mañana volvieron a discutir por el embarazo, que Kate dijo que no tenía. Cuando Sawyer dijo que "tener un hijo sería lo peor", Kate se enfadó y se fue.
Unos días después, Sawyer estaba jugando con Hurley a las herraduras cuando vieron a Ben entrando libremente en una casa. Cuando Sawyer le preguntó qué hacía fuera, lo único que contestó Ben fue: "Os veo en la cena, chicos".
Mientras Locke dirige una reunión en los barracones, en la cual Miles devela la razón por la cual la gente del carguero está en la isla, Sawyer propone sin dudar entregarles a Ben. Locke dice que «eso no es posible» y Ben dice que «una vez que me tengan, tienen orden de aniquilar a todos los de la isla». 
Sawyer, Hurley y Locke estaban jugando al Risk cuando sonó un teléfono (que hasta ese momento nadie había notado). Al contestar, Locke escucha una grabación repitiendo Código 14J. Sawyer y Locke van con Ben y le dicen lo que pasó con el teléfono. Ben reacciona alarmado y dice: «Están aquí». Ben insta a Locke a atrincherarse en su casa, pero Sawyer recuerda que Claire está durmiendo. Pese a la advertencia de Ben de que no hay tiempo, Sawyer decide ir a buscarla, advirtiendo a quienes se cruzaron en su camino, pero no hubo tiempo: los mercenarios eliminaron a todos con quien Sawyer se cruzaba. Este corrió hacia la casa de Claire, protegiéndose de la lluvia de balas, devolviendo alguna en respuesta cada vez que podía y sin dejar de llamar a gritos a Claire. Unos metros antes de llegar a la casa de Claire, un disparo de lanzacohetes impactó contra la casa, haciéndola volar en mil pedazos. Salió corriendo hacia la misma, quitando escombros y maderas, buscando a Claire; finalmente la encontró. Temiendo lo peor, levantó su cabeza y le habló, a lo que ella contestó: «Charlie, ¿eres tú?». Viendo que estaba viva, no perdió tiempo, la levantó y cargó hasta la casa de Ben. Una vez a salvo, tomó un arma y tomó su posición. Sawyer discutió con Locke más de una vez sobre entregar a Ben, pero siempre obtuvo la misma respuesta: no. Luego de la sucesión de hechos (ejecución de Alex - ira de Ben - matanza a manos del monstruo), una vez a salvo, luego de la conversación entre Ben y Locke, Sawyer dijo estar cansado de ellos dos y que se iba a la playa; Miles, Claire y Hurley decidieron acompañarlo, pero en ese momento Locke apuntó a Sawyer diciendo que necesitaban a Hurley. En un rápido movimiento, Sawyer logró apuntar a Locke, diciendo "¿te has vuelto loco?". A medida que la tensión crecía, Hurley decidió ir con Ben y Locke (ya sea para que no haya una tragedia o intrigado por la cabaña). Ambos bajaron sus armas, pero Sawyer añadió: «Si le tocas un solo ricito, te mato». Luego, partió hacia la playa con Claire y Miles. 
Camino hacia la playa, y luego de que Miles encuentre los cadáveres de Danielle y Karl, Sawyer consola a Claire diciéndole que la playa está cerca y que todo estará bien. Luego, encuentran a Lapidus, quien los esconde y protege de los mercenarios que llegan unos segundos después. Al otro día, luego de acampar, Sawyer se da cuenta de la ausencia de Claire y maldice a Miles, quien le responde irónicamente que no pudo seguirla porque James le había puesto una orden de restricción hacia ella y el bebé. Inmediatamente después, Sawyer encuentra a Aaron solo junto a un árbol y grita desesperadamente por Claire.
Al otro día, Miles y Sawyer (cargando a Aaron) se encuentran con Jack y Kate en la selva. Luego de explicar la desaparición de Claire, James le entrega el bebé a Kate (para que lo lleve a la playa junto a Miles) y se une a Jack en la búsqueda del paradero del Helicóptero. Tiempo después, encuentran la nave e intentan liberar a Lapidus, quien fue esposado a un asiento y les dice que los mercenarios fueron tras Ben. Sawyer advierte que Hurley está con Ben, y que corre peligro, por lo tanto emprende viaje junto a Jack para salvarlo. 
Jack y Sawyer encontraron a Hurley en el exterior de La Orquídea y los tres fueron hacia el invernadero a ver a Locke] que estaba tratando de encontrar la entrada de la estación. Locke pidió unas palabras a solas con Jack, y Sawyer y Hurley se fueron al exterior, donde comieron juntos algunas de las galletas que Ben había desentarrado junto al espejo que usó para comunicarse con Richard. 
Cuando Jack terminó de hablar con Locke, se marchó junto a Hurley y Sawyer hacia el helicóptero y se reencontraron con Kate, Sayid y Lapidus. Sawyer le quitó las esposas a Lapidus con una sierra y se marcharon de la isla en el helicóptero, rumbo al Kahana. Mientras iban por el aire, Lapidus dijo a los demás que estaban perdiendo combustible porque una de las balas de los mercenarios de Keamy había ido a parar al depósito durante el tiroteo con Los Otros. Todos empezaron a tirar los objetos sueltos al mar, pero no fue suficiente, debían soltar más peso si querían que el combustible aguantase hasta llegar al barco. Sawyer se acercó a Kate, le susurró al oído algo que solo escuchó ella, le dio un largo y apasionado beso, y entonces saltó del helicóptero cayendo al mar. 
No mucho después, Sawyer llegaba a la playa sin camiseta, cansado después de un largo rato nadando. En la orilla del mar estaba Juliet bebiendo ron de una botella DHARMA. Sawyer se le acercó y le preguntó sobre lo que estaba celebrando. Ella le respondió que no estaba precisamente de celebración, señalando al barco recién explotado en el horizonte.

### Quinta temporada (tras moverse la isla)
Después de la confusión por la luz intensa, Sawyer rápidamente se da cuenta de que la columna de humo del carguero ha desaparecido completamente. Juliet dice que el helicóptero podría estar en el carguero cuando este explotó. Sawyer ayuda a calmar a Rose y Bernard cuando les entra el pánico porque el campamento ha desaparecido. Sawyer está cada vez más irritado mientras sigue a los demás hasta la escotilla. Primero le dice a Daniel que le dé su camisa, y después le abofetea exigiendo una explicación sobre el destello de luz. Parece que no le importe que hayan viajado en el tiempo, distraído por el hecho de que Kate y los demás hayan muerto en la explosión del carguero. Cuando llegan a El Cisne sugiere a Daniel que podrían ir a avisar a sus compañeros para que no vayan hacia el carguero, pero Daniel le explica que es inútil intentar cambiar el pasado. Sawyer se disgusta por no poder hacerlo.
Después de volver a saltar, Sawyer, a pesar de los intentos de Daniel de explicarle que es imposible, llama a la puerta de El Cisne para obtener: "Comida, cerveza y ropa". Intenta que le abran la puerta, gritando "Soy el fantasma de las navidades futuras" y golpeándola furiosamente. Al final desiste, siendo calmado por Juliet y diciendo a Daniel "Todo el mundo a quien quería ha muerto en ese maldito barco" y decide volver a la playa. 
Sawyer coge la camisa roja de Frogurt, y pregunta a Daniel como van a salir de la isla. Más tarde la impaciencia de Sawyer crece ante la actitud pesimista de Frogurt, pero la tensión acaba cuando este es atravesado por una flecha en llamas, lanzada por algún grupo desde el interior de la selva. Mientras el grupo de supervivientes huye, Sawyer casi es alcanzado por alguna flecha. Vuelve a por Juliet, quien se ha parado a ayudar a alguien herido, y juntos corren hacia la selva para escapar.
Yendo hacia el arroyo donde han quedado con el resto del grupo, Sawyer pisa una ramita de bambú, hiriéndose el pie. Justo después él y Juliet ven a un grupo de personas andando por la selva con armas. Ellos intentan esconderse de su vista, pero son apresados y apuntados. Los captores exigen saber quiénes son, y amenazan con cortar un brazo de Juliet hasta que Sawyer les dice que les dirá todo lo que quieran saber. Inmediatamente son rescatados por Locke y consiguen retener a sus captores. Más tarde, encuentran el campamento de los Otros y rescatan a Daniel, quien advierte a los Otros que entierren la bomba de hidrógeno "Jughead" para evitar que detone (Jughead). Los náufragos son transportados brevemente a 2004 (en donde Sawyer ve sin pestañear a Kate, Claire y el nacimiento de Aaron) antes de ser enviados a una era posterior a 2007. Usan canoas en la playa para remar hasta la estación Orquídea, donde Locke cree que puede detener los flashes, girando la rueda y trayendo de vuelta a los "6 de Oceanic". Son perseguidos por otras personas en una canoa hasta que se trasladan a 1988. De vuelta en tierra, Sawyer le dice a Juliet que vio brevemente a Kate en 2004. Juliet le pregunta por qué no se acercó a ella y él responde: "Lo hecho, hecho está" (The Little Prince). Finalmente, llegan a la estación, en compañía de Jin, y Sawyer se despide de Locke antes de que baje al pozo (This Place is Death)
Al final Locke detiene los saltos, pero Sawyer, Daniel, Juliet y Jin quedan atrapados en el año 1974. Sawyer dice que esperarán "el tiempo que sea necesario" para que Locke regrese como lo había prometido. En su camino de regreso a la playa, ven a una mujer llamada Amy sostenida a punta de pistola por dos Otros. Juliet le dice a Sawyer que ella "lo cubre" y después de un disparo por parte de Los Otros, los matan y rescatan a Amy. Amy les pide que lleven el cuerpo de su esposo muerto y lleva a los supervivientes de regreso al Cuartel de la Iniciativa Dharma, como agradecimiento por haberla salvado. Sawyer inventa una historia de coartada de que su tripulación naufragó mientras buscaba la Roca Negra, y son admitidos en Dharmaville para pasar la noche, pero Horace les dice que deben abandonar la Isla al día siguiente. Después de que Sawyer lo ayuda a resolver una disputa sobre la "tregua" de Dharma con Richard Alpert y los Otros, Horace les da a los sobrevivientes dos semanas más de alojamiento para esperar el regreso de Locke. Juliet aún quiere irse de la isla, más allá de que sea 1974, pero tras volverse cercanos luego de los eventos anteriores, Sawyer la convence de quedarse en la Isla.
Tres años después se revela que Sawyer, bajo el nombre de James LaFleur, consiguió trabajo como jefe de seguridad y Juliet como mecánica. Sawyer y Juliet están una relación y viven juntos. Juliet sale de su "retiro" como médica especialista en fertilidad cuando Sawyer le pide que dé a luz al bebé de Amy y Horace. Sawyer tiene una conversación con Horace, quien no está seguro si Amy aún ama a su esposo fallecido en 1974. James le habla sobre Kate y le dice que tres años son suficientes para olvidar a alguien (LaFleur).
En 1977 regresan a la isla Kate, Hurley, Jack y Sayid. Juliet y Sawyer se las arreglan para admitir a sus amigos en la Iniciativa Dharma. Pero cuando Sayid es capturado y señalado como un Hostil (Otro), ella le expresa su preocupación a Sawyer de que el regreso de sus amigos pone en peligro sus vidas felices en Dharmaville. James intenta ayudar a Sayid a escapar, pero él se rehúsa. Luego de que Sayid le dispara al joven Ben Linus, Juliet puede estabilizar a Ben pero no logra curarlo, por lo que Sawyer y Kate, a pedido de Juliet, llevan a Ben con Richard Alpert y los Otros, para que lo salven (Whatever Happened, Happened). Para desgracia de Sawyer y Juliet, Phil descubre lo sucedido con Ben, así que Sawyer lo noquea y captura en la casa, con Juliet actuando como cómplice (Some Like It Hoth). Sabiendo que su vida en Dharmaville está terminada, Sawyer y Juliet consideran la idea de dejar la isla, pero Jack, Faraday, Miles, Kate, Jin y Hurley prefieren quedarse, por lo que deciden irse a la playa, mientras Faraday se va con Jack a buscar la bomba Jughead, con el objetivo de volver al 2007. Más tarde, en una visita a Sawyer, Radzinsky descubre a Phil (The Variable), por lo que él y Juliet son capturados e interrogados por la Iniciativa Dharma. Sawyer les propone un trato: revelará la ubicación de Jack si a él y Juliet se les permite entrar en el submarino Dharma. A bordo del submarino Galaga, Juliet y Sawyer dicen que se aman y discuten sobre su libertad una vez que lleguen al "mundo real" (Follow the Leader). Desafortunadamente, Kate también es colocada en el submarino y los convence de regresar para evitar que Jack detone la bomba Jughead en la estación de El Cisne; Debido a que la energía electromagnética en el Cisne es lo que causó el accidente aéreo en 2004, Jack cree que destruirla en 1977 evitará que lleguen a la isla. En el camino, se encuentran a Rose y Bernard, quienes viven juntos en la jungla desde el ataque con flechas de Los Otros. Luego de que Sawyer mira a Kate tras un comentario sobre el amor de Bernard y Rose, Juliet se convence de que Sawyer todavía siente algo por Kate y decide apoyar el plan de Jack, razonando que no tendrá que perder a Sawyer si nunca lo conoce (aunque Sawyer le dijo que no importaba a quien mirara, que él está con ella). Ya en el sitio de construcción de El Cisne, Juliet cae en el pozo en que estaban taladrando por el magnetismo al ser arrastrada por unas cadenas. Pese a que Sawyer intenta salvarla y se dicen que se aman, la atracción magnética es muy fuerte por lo que ella cae al fondo de la excavación. Tras esto, James queda devastado y desconsolado, al borde del pozo (The Incident).

### Sexta temporada
Juliet sobrevive unos minutos a la explosión luego de regresar al año 2007. James la saca de entre los restos de la estación el Cisne tras hablar con ella la cual le había dicho que el plan no había funcionado. Se despiden, se besan y ella muere. Inicialmente, Sawyer le atribuye la muerte de Juliet a Jack. Más tarde, Sawyer se lleva a Miles Straume para enterrar a Juliet y le pide que use sus poderes para que le diga las últimas palabras que Juliet no llegó a decir. Miles se pone en contacto con Juliet y le transmite a James el siguiente mensaje: "Funcionó". James queda confundido tras oír esto (LA X). Después, ambos son capturados y llevados al Templo por Los Otros. Sawyer aprovecha la oportunidad de obtener un arma y escapa del templo, pidiéndole a Kate que no lo siga. En su vieja casa (donde vivía con Juliet) en Dharmaville, James recupera un anillo de compromiso que escondió y luego habla con Kate, quien lo siguió, en el puerto. Le explica que pretendía casarse con Juliet y se culpa a él mismo por su muerte, diciéndole que él la convenció de quedarse en la isla porque no quería estar solo. Luego, deja a Kate atrás y le dice que vuelva al Templo, mientras él regresa a su casa en las Barracas (What Kate Does). 
Deprimido, sumido en el alcohol y con música a todo volumen, Sawyer observa al falso Locke, quien se aparece en su casa. El Hombre de Negro le pregunta si él sabe quién es realmente en la Isla y lo convence de irse para encontrar esa respuesta. En un momento, Sawyer se encuentra con Richard quien le pide que lo acompañe al templo pero él le dice que no volverá allá. Después de que Richard se vaya, aparece de nuevo el falso Locke, quien pregunta a Sawyer con quién hablaba, éste responde que con nadie y siguen su camino. Al llegar a un acantilado muy escarpado, Locke le dice a Sawyer que deben bajar, Sawyer después de dudar un poco se decide a bajar por las escaleras formadas con bambú y cuerdas, cuando a medio trayecto una de las escaleras se rompe y casi cae al agua, pero es entonces cuando el falso Locke le salva. Al llegar abajo, le enseña una cueva donde están escritos todos los nombres de los supervivientes del 815 de Oceanic, y solo 6 de esos nombres aún no estaban tachados (4 - Locke, 8 - Reyes, 15 - Ford, 16 - Jarrah, 23 - Shephard, 42 - Kwon). El Hombre de Negro le explica a James que él es uno de los candidatos para reemplazar a Jacob, pero que puede elegir entre quedarse en la isla y ser el sustituto de Jacob para protegerla, dejar que el tiempo pase y que otro sea el sustituto de Jacob, o irse de la isla con él: Sawyer elige esta última opción (The Substitute).
El Hombre de Negro conduce a los supervivientes de Los Otros que ha reclutado, así como a Sayid, Claire y Kate, a reunirse con su otro recluta, Sawyer, y con el herido Jin. Luego le impone a Sawyer la misión de ir a la isla vecina, donde está la Estación Hidra, para investigar qué pasó con los sobrevivientes del vuelo 316 de Ajira. Sawyer encuentra apilados los cadáveres de los pasajeros del Ajira que habían sobrevivido y luego captura a Zoe, una mujer que asegura ser la única de ellos que aún vive. Cuando Sawyer se da cuenta de que ella miente, hombres armados emergen y lo retienen, llevándolo al submarino donde conversa con Charles Widmore, con quien hace un trato para entregarle al Hombre de Negro. Después, de vuelta en la isla principal, Sawyer revela lo que Widmore pretende, por lo que el Hombre de Negro le agradece su lealtad. Luego, Sawyer revela a Kate su verdadero plan: apoderase del submarino de Widmore para abandonar la isla (Recon).
Cuando Zoe llega para negociar con el falso Locke, El Hombre de Negro decide enfrentarse a Charles Widmore y le pide a Sawyer que prepare el barco para ir a la otra isla. Sawyer planea escapar del Hombre de Negro y tomar el submarino de Widmore para salir de la isla. Entera de su plan a Jack, lo cual hace Kate con Sun. Llevan también al piloto Frank Lapidus pero Sawyer no deja que Kate incluya a Claire, aunque más tarde Kate la deja subir al barco. Jack expresa a Sawyer dudas sobre si deben salir de la isla, porque cree que tienen una misión allí y entonces Sawyer le pide que si se cree destinado a quedarse en la isla, que abandone el barco, cosa que Jack hace, pese a los reclamos de Kate. Ya en la otra isla, su plan fracasa porque Widmore ordena detener a Sawyer y sus compañeros, declarando que ya no tiene ningún pacto con él fracasa porque Widmore ordena detener a Sawyer y sus compañeros, declarando que ya no tiene ningún pacto con Sawyer (The Last Recruit). Luego, Jack, Sayid y el Hombre de Negro los rescatan y el grupo se dirige al submarino, pero Sawyer acuerda con Jack que detenga al falso Locke, ya que no confía en él. Ya en el submarino, Jack abre su mochila para curar a Kate descubre que el Hombre de Negro le ha puesto explosivos con un temporizador. Como no consiguen desactivar la bomba ni llegar a la superficie a tiempo, Sayid cuenta a Jack donde se encuentra Desmond y corre con la bomba para intentar evitar la destrucción completa del submarino, y la bomba explota matando a Sayid. Sun se encuentra atrapada entre la estructura del submarino, por lo que Jin, Jack y Sawyer intentan liberarla. Después de que Sawyer se quede inconsciente por un golpe, Jin convence a Jack de que lo deje y salve a Sawyer. Salen nadando y así Hurley, Kate, Jack y Sawyer, terminan en la playa (The Candidate).
Después de haber descansado, el grupo se dispone a buscar a Desmond en el lugar que Sayid les dijo antes de morir. En el camino, Hurley encuentra a Jacob y dirige a Sawyer, Jack y Kate para que lo vean frente a una fogata. Allí, Jacob les dice que los eligió para ser sus candidatos porque sus vidas eran parecidas a la de él y que alguien debe reemplazarlo. Jack se ofrece a ser el próximo guardián y luego de la "ceremonia", James le pregunta si se siente diferente (What They Died For). 
Luego, Jack, Kate y Hugo salen a buscar el "corazón de la isla" mientras Sawyer va a buscar a Desmond para tratar de ayudarlo. Sawyer es descubierto por Ben y confrontado por el Hombre de Negro. Sawyer se ha enterado de su plan para destruir la isla y le roba el fusil a Ben para ir a reunirse con sus amigos, lo cual el falso Locke permite. Jack revela a Sawyer su plan para enfrentarse al falso Locke en el corazón de la isla y el grupo sale a encontrarse con el Hombre de Negro, Ben y Desmond. Al final, Jack cumple su misión, pero herido gravemente, decide quedarse en la Isla para evitar que se hunda y se despide de Sawyer, como buenos amigos. James también observa la despedida de Jack y Kate, quienes profesan su amor. Por otro lado, él también se despide de Hurley, quien sucede a Jack como guardián de la isla. Sawyer y Kate logran llegar al avión de Ajira cuando estaba a punto de despegar conducido por Frank Lapidus y salen de la Isla junto a Miles, Richard y Claire, ante la mirada de Jack (The End).

#### Flashsideways
En la línea de tiempo alternativa en 2004. James está en el avión junto con el resto de los pasajeros y tiene una conversación con Hurley. De alguna manera coquetea con Kate, una fugitiva de nuevo, escoltada por Edward Mars. Más tarde, después de que el avión aterriza, James y Kate comparten un ascensor en el aeropuerto, él se da cuenta de las esposas alrededor de sus muñecas y se da cuenta de su estado criminal. Cuando los guardias de seguridad entran en el ascensor, James ayuda a Kate a escapar, sabiendo que está huyendo (LA X).
Resulta que James es en realidad un policía del LAPD y su socio es Miles. Sin embargo, su historia de fondo que involucra la muerte de sus padres a manos de Anthony Cooper permanece sin cambios (como se muestra en su cita a ciegas con Charlotte Lewis), y él es inflexible en perseguir a Cooper y matarlo. Había viajado a Australia para buscarlo, con el pretexto de que fue a Palm Springs, como le había dicho a Miles. Sin embargo, Miles descubre la verdad y amenaza con romper su sociedad a menos que James le cuente sobre el viaje a Australia. Más tarde, en su auto, James le cuenta todo a Miles, incluido su anhelo de matar a Cooper. Miles objeta, pero antes de que James pueda responder, un automóvil choca contra el suyo y su conductor sale corriendo. Los dos policías lo persiguen y James detiene a la conductora, Kate (Recon).
Más tarde, James y Miles arrestan a Sayid, su único sospechoso en el asesinato de Martin Keamy y sus hombres. Sun recibió un disparo durante la batalla y se incluyó en el informe. Después de que Desmond atropella a Locke con su coche y ataca a Ben, se entrega a James. Kate le pide a James que la deje ir, pero él esta vez se niega. A los tres (Sayid, Kate y Desmond) se les dice que serán transportados a la prisión del condado (What They Died For). 
Antes de que comience el concierto, Miles ve a Sayid en el asiento del pasajero del auto de Hugo y notifica a James, quien luego cree que Sayid está detrás de Sun, en el hospital. Cuando llega James, Sun y Jin se preparan para irse. Él les notifica de la posibilidad de que Sun sea el objetivo de Sayid, pero ambos le aseguran que están a salvo. Antes de salir de la habitación del hospital, Jin le dice a James: "Nos veremos allí", lo que lo deja confundido. Al salir de la habitación se encuentra con Jack y le pregunta si sabe dónde conseguir algo de comida. Jack le dice que la cafetería está cerrada pero que hay máquinas expendedoras al final del pasillo a lo que responde "gracias Doc". Se vio una conexión entre los dos, pero nada funcionó. El caramelo que elige se atasca, por lo que intenta alcanzarlo usando la bandeja en la parte inferior. Juliet llega en ese momento y le da su consejo de que desenchufe la máquina y se caerán los caramelos. Al desenchufar la máquina, hay un cortocircuito y se corta la electricidad de toda la habitación. Juliet luego le dice que funcionó y mientras le entregan los dulces, ambos parpadean. Empiezan a recordar las últimas palabras que se dijeron sobre el café y se tocan de nuevo, recordando plenamente sus vidas juntos, se abrazan y se besan. Al final, son vistos en la iglesia con los otros personajes principales, donde James se abraza con varios de sus amigos, incluso con Jack. Después, James y Juliet pasan juntos a la siguiente fase de la otra vida, como almas gemelas (The End).